# اینترنت در ایران
از آنجا که از دید طراحان پروتکل دروازه‌ای مرزی اینترنت مجموعه‌ای از سامانه‌های خودگردان است، اینترنت در ایران را از نظر فنی می‌توان مجموعه سامانه‌های خودگردان ایرانی و با مدیریت ایرانی تعریف کرد. اما این عبارت در این مقاله به تمام جنبه‌های مرتبط به ایجاد، توسعه و استفاده از شبکه‌های رایانه‌ای تحت مجموعه پروتکل اینترنت در ایران که آن را از اینترنت به معنای عام مشخص و متمایز می‌کند و شامل امور فنی، ساختارهای حقوقی و اداری، دسترسی، خدمات، کاربری و نیز آثار و چالش‌های ناشی از آن می‌شود نیز اطلاق می‌گردد. تجربه کاربری کاربران اینترنت در ایران و وبگاه‌هایی که در ایران پربازدیدتر هستند به صورت متقابل به ساختار و ماهیت اینترنت ایران شکل داده و از آن تأثیر می‌پذیرند.
اینترنت در ایران در سطح جامعه اکثراً محدود به وب‌گردی و ارتباطات راه‌دور و در دانشگاه‌ها تحقیقات علمی است و تجارت الکترونیک به علت نبود زیرساخت‌ها و قوانین لازم در سطح محدودی ارائه می‌گردد. اما تحقیقات جدید نشان می‌دهد که تجارت الکترونیکی و وبگاه‌های تجاری ایران در سطح منطقه پربازدیدتر از کشورهای همسایه هستند. برای کارهای دیگری مثل رزرو اینترنتی هتل‌ها، بلیت‌های چارتری و تورها، خانه معلم برای فرهنگیان، بلیت قطارهای نوروزی، بلیت هواپیماها و کشتی‌ها، ثبت نام اینترنتی و استفاده از ایمیل نیز از اینترنت استفاده می‌شود.
در سال ۱۹۹۳ (معادل ۱۳۷۲ هجری خورشیدی)، ایران به اینترنت متصل شد. از آن زمان، تعداد کاربران اینترنت در ایران روند فزاینده‌ای داشته‌است. اما بر اساس آمار ۲۰۱۸، ایران به لحاظ سرعت اینترنت در دسترسی برای کاربران خانگی، در بین ۲۰۷ کشور در جایگاه ۱۱۸ قرار داشت. طبق آمار اسپیدتست در سال ۲۰۱۹ سرعت اینترنت موبایل ایران در رده ۵۶ و سرعت اینترنت ثابت ایران در رده ۱۳۰ جهان قرار دارد.
اینترنت در ایران از فیلترینگ اعمال‌شده توسط نهادهای دولتی و هم از فیلترینگ معکوس اعمال‌شده توسط شرکت‌های وابسته به کشورهایی که ایران را تحریم کرده‌اند، دارای تغییراتی است. در اعتراضات آبان ۱۳۹۸ اینترنت ایران تا چندین روز به‌طور کامل مسدود شد و در اعتراضات سراسری ۱۴۰۱ اختلال و فیلترینگ‌های شدیدی بر روی آن اعمال شد.
در ۱۲ مرداد ۱۴۰۴، گزارشی از سوی کمیته اینترنت و زیرساخت‌های وابسته به انجمن تجارت الکترونیک تهران منتشر شد که بر اساس آن، ایران در رتبه ۹۷ از میان ۱۰۰ کشور از نظر کیفیت اینترنت قرار دارد. دلیل اصلی این رتبه پایین، فیلترینگ گسترده و سانسور دولتی اعلام شده است.

## پیشینه
پیش از ایجاد شبکه اینترنت، نسل قبلی شبکه‌های رایانه‌ای جهان‌گستر به نام بیت‌نت در دنیا به کار می‌رفت. به گفتهٔ سیاوش شهشهانی، قائم‌مقام سابق پژوهشگاه دانش‌های بنیادی، این مرکز در ایران در سال ۱۳۶۸ ه‍.خ (معادل ۱۹۸۹ تا ۱۹۹۰) برای اولین بار به شبکهٔ بیت‌نت متصل شد؛ هدف این کار ارتباط علمی و پژوهشی با دانشگاه‌های دنیا بود. شبکهٔ بیت‌نت با شبکهٔ اینترنتی که امروز استفاده می‌شود تفاوت‌های بسیار داشت. استفادهٔ اصلی که از آن می‌شد دریافت و ارسال نامه‌های الکترونیکی بود. سیاوش شهشهانی، قائم‌مقام آن زمان پژوهشگاه دانش‌های بنیادی، در مصاحبه‌ای می‌گوید: «وقتی عضویت ما را تصویب کردند یک بند جدید هم به تعهدات اعضا اضافه کردند و آن این که از شبکه برای تبلیغات مذهبی استفاده نشود.» یکی دیگر از تعهدات این بود که هیج عضوی نباید جلوی عبور اطلاعات از کشوری به کشور دیگر را بگیرد. محمد جواد لاریجانی فردی بود که تعهدات لازم برای برقراری این اتصال را پذیرفت و توافق‌نامه را امضا کرد. مرکز در ابتدا از طریق اتصال با شماره‌گیری و با استفاده از خط تلفن به دانشگاهی در اتریش متصل شد. پس از آن یک خط استیجاری با دانشگاه وین برقرار شد. این اتصال از سال ۱۹۹۳ به شکل رسمی درآمد.
اینترنت به صورت عمومی از حدود سال‌های ۱۹۹۳ (معادل ۱۳۷۲ ه‍.خ) برای استفاده‌های دانشگاهی وارد ایران شد. پژوهشگاه دانش‌های بنیادی اولین مرکزی بود که به سمت استفاده از اینترنت گام برداشت و از طریق دانشگاه وین به اینترنت متصل شد. در ابتدا خدمات اتصال به اینترنت فقط به کاربران دانشگاهی داده می‌شد. استفادهٔ عمومی از اینترنت برای نخستین‌بار توسط شرکت ندا رایانه فراهم آورد.

### نقش مخابرات
به گفتهٔ سیاوش شهشهانی، وزارت ارتباطات و فناوری اطلاعات دولت ایران نیز از مخالفان گسترش شبکه اینترنت در ایران بود. به گفته وی مخابرات اینترنت را موضوعی موقت و مد روز می‌دانست و در پی گسترش شبکه X.۲۵ در ایران بود. این مخالفت‌ها مدت‌ها ادامه یافت و تا حدودی گسترش اینترنت در ایران را در سال‌های اول کند کرد:
برای اتصال دانشگاه به شبکه، در مرکز تحقیقات ۲ دیدگاه مختلف وجود داشت؛ یکی این که اینترنت را به‌عنوان یک امتیاز ویژه برای مرکز حفظ کنیم. دوم این‌که آن‌ها را در دانشگاه‌ها توزیع کنیم. بالاخره بعد از بحث‌های متوالی، نظریه دوم پیروز شد و دانشگاه‌ها به نوبت به اینترنت وصل شدند. با توجه به این‌که در آغاز اتصال از طریق خط استیجاری بود، به‌طور طبیعی محدودیت‌هایی در دانشگاه‌ها به وجود آمد. برای استفاده از اتصال ماهواره‌ای، مذاکراتی طولانی با مخابرات را پشت سر گذاشتیم و تا پای عقد قرارداد هم رفتیم؛ ولی تصادفاً در همان روزی که بنا بود قرارداد امضا شود، رئیس مخابرات عوض شد. رئیس بعدی هم از امضای قرارداد خودداری کرد. به همین دلیل حدود ۳ سال طول کشید تا اولین ارتباط ماهواره‌ای با سرعت ۱۲۸ کیلوبیت بر ثانیه از طریق یک شرکت ایتالیایی برقرار شود. پیش از آن به ترتیب دانشگاه‌های صنعتی شریف و صنعتی اصفهان، مرکز تحقیقات ژنتیک و مرکز زلزله‌شناسی به اینترنت وصل شده بودند. اتصال ۱۲۸ که برقرار شد وضع اینترنت در دانشگاه‌ها کمی بهتر شد. البته ۲ تا ۳ ماه بعد ظرفیت این اتصال به نقطه اشباع رسید برای همین ۸ ماه بعد یعنی اوایل سال ۱۹۹۷ آن را به اتصال ۵۱۲ کیلوبیت در ثانیه ارتقا دادیم.

## ساختار فنی
در ایران بیش از ۶۰۰ شرکت ارائه‌کنندهٔ خدمات اینترنت (رسا) فعال هستند که دسترسی کاربران به اینترنت را به شکل‌های مختلفی فراهم می‌کنند. ارزان‌ترین شکل اینترنت در ایران، اینترنت مبتنی بر شماره‌گیری (دایل آپ) است. قیمت اینترنت بر اساس سرعت اتصال و پهنای باند متفاوت است. قیمت اینترنت در ایران گران‌ترین قیمت ممکن در دنیا به نسبت سرعت و کیفیت و حجم دانلود است.

### پهنای باند

مبادی اینترنت ایران، بر اساس داده‌های سال ۱۳۸۴ و ۱۳۸۵. اعداد نشانگر پهنای باند هر مبدأ، بر حسب اس‌تی‌ام-۱ هستند؛ هر اس‌تی‌ام-۱ ظرفیتی معادل حدود ۱۵۵ مگابیت در ثانیه دارد.

پهنای باند ورودی به ایران از طریق فیبر نوری تأمین می‌شود. تا سال ۱۳۸۴، قسمت عمدهٔ پهنای باند ایران از طریق کابل دریایی بین جاسک و فجیره تأمین می‌شد که به علت وابستگی به یک ورودی، قطعی‌های عمده در اینترنت ایران به ویژه در ماه دی رخ می‌داد. تا سال۱۳۸۸، ایران تعداد مبادی اینترنت خود را به ۹ عدد افزایش داد به شکلی که با تمام کشورهای همسایه به جز پاکستان، فیبر ارتباطی داشت؛ به علاوه ایران در این سال خبر از پیوستن به شبکه فالکون را داد؛ به این ترتیب ظرف پانزده سال بعدی، ایران می‌بایست مستقیماً به شبکه فیبرنوری جهانی (فلگ) بپیوندد. در آبان ۱۳۹۱، مجموع پهنای باند ایران از طریق این ۹ درگاه مختلف برابر با ۴۶۷ اس‌تی‌ام-۱ اعلام شد که معادل ۷۲٬۶۲۷ مگابیت در ثانیه است. این ظرفیت تا پایان سال ۱۳۹۴ به ۳۵۰ گیگابیت بر ثانیه افزایش یافت.
طبق گزارش‌های منتشر شده تا پایان شهریورماه ۱۳۹۵، با نصب ۵۹٬۷۷۳ کیلومتر فیبر نوری بین شهرها، ظرفیت پهنای باند اینترنت ایران به ۶۴۳ گیگابیت بر ثانیه رسید که معادل با ۳۶۰۰ لینک STM1 است. در تاریخ ۲۱ آبان ۱۳۹۵، وزیر ارتباطات و فناوری اطلاعات از افزایش پهنای باند اینترنت ایران به ۱۰ هزار گیگابیت بر ثانیه تا پایان سال ۱۳۹۵ خبر داد ظرفیت IP داخلی ۶۷۰۰ گیگابیت بر ثانیه و تعداد مشترکان اینترنت در ایران نیز ۴۳ میلیون نفر اعلام شد. پهنای باند ورودی به ایران توسط شرکت ارتباطات زیرساخت تهیه می‌شود و قیمت فروش آن به شرکت‌های توزیع‌کننده خدمات اینترنتی یکی از دلایل قیمت بالای دسترسی به اینترنت در ایران دانسته می‌شود.
در اکتبر ۲۰۰۸ رئیس انجمن شرکت‌های اینترنتی ایران اعلام کرد که کل پهنای باند وارد شده به ایران برابر با مجموع پهنای باند دو دانشگاه در سوئد است
و برخی کارشناسان مشکلات شبکهٔ داخلی در ایران را در حدی می‌دانند که حداکثر سرعت مجاز برای دسترسی خانگی به اینترنت (که توسط سازمان تنظیم مقررات و ارتباطات رادیویی برابر با ۱۲۸ کیلوبیت در ثانیه معادل ۱۶ کیلوبایت در ثانیه تعیین شده‌است) را در درجهٔ کمتری از اهمیت در مورد محدودیت سرعت دسترسی قرار می‌دهند.
در شش‌ماهه نخست سال ۲۰۱۰ از میان ۱۵۲ کشور بررسی شده، ایران پس از کشورهایی چون ونزوئلا، نیجریه، بولیوی، عراق، پاراگوئه و جزایر ترک و کایکاس با سرعتی برابر ۰٫۶۱ مگابیت بر ثانیه در رتبه ۱۴۴ قرار گرفت. آمار منتشرشده در مرداد ۱۳۹۰ نیز حاکی از آن بود که از نظر متوسط سرعت اتصال کاربران به اینترنت، ایران در بین کشورهای جهان رتبه پنجم از آخر را داراست. بر اساس آمار دی ۱۳۹۱ ایران به لحاظ سرعت اینترنت خانگی، در بین ۱۷۸ کشور در جایگاه ۱۶۳ قرار گرفته‌است.
گزارش سال ۲۰۱۳ خانه آزادی دربارهٔ آزادی اینترنت در نقاط مختلف جهان می‌گوید که از میان ۶۰ کشور مورد مطالعه، ایران بدترین رتبه را در یک سال گذشته داشته‌است.
در بهمن ۱۳۸۹ مخابرات ایران اعلام کرد که از ۲۸ میلیون کاربر اینترنت در کشور، تنها ۷۰۰٬۰۰۰ نفر از اینترنت پرسرعت استفاده می‌کنند و مابقی (۹۸٪) از اینترنت با استفاده شماره‌گیری استفاده می‌کنند. همچنین در بهمن ۱۳۸۹ نمایندگان مجلس شورای اسلامی اعلام کردند که محدودیت سرعت اینترنت برای کاربرد خانگی برداشته نخواهد شد.

### شبکه ملی اطلاعات
پروژهٔ «اینترانت ملی» یا «شبکه ملی اطلاعات»، پروژه‌ای است که توسط دولت ایران برای انتقال مراکز داده‌ها و میزبانی وبگاه‌های ایرانی به داخل کشور برنامه‌ریزی شده‌است. به گفته یکی از نمایندگان مجلس ایران، اینترانت ملی جایگزینی برای شبکه اینترنت و روشی برای کنترل محتوای اینترنت است و راه‌حل مشکل فیلترینگ و کم کردن سرعت اینترنت خواهد بود. این اظهار نظر، در کنار گفته‌های وزیر ارتباطات وقت که گفته بود «اینترنت ملی جایگزین اینترنت جهانی می‌شود» و گفته‌های مدیرعامل شرکت فناوری اطلاعات که مسدود شدن سرویس‌های رایانامه خارجی نظیر جی‌میل را فرصتی برای حرکت به سمت «ایمیل ملی» تلقی کرده بود این شائبه را برانگیخته که دولت ایران به دنبال جداسازی کامل شبکه اینترنت ایران از شبکهٔ جهانی اینترنت است. پیش از ایران، میانمار و کوبا نیز اقدام به جداسازی شبکهٔ ملی خود از اینترنت کرده بودند و چین نیز در حال اجرای این برنامه بود. با این حال، دیگر نمایندگان مجلس و اشخاص حقوقی، وجود برنامه‌ای برای جدا شدن ایران از اینترنت جهانی را تکذیب کرده‌اند.

## کمیت و کیفیت دسترسی و استفاده

### آمار دسترسی

نمودار رشد کاربران اینترنت ایران، از سال ۲۰۰۰ تا ۲۰۱۱؛ نمودار تعداد کاربران اینترنت به ازای هر ۱۰۰ نفر جمعیت ایران را نشان می‌دهد. منبع: بانک جهانی

در خصوص ضریب نفوذ اینترنت در ایران اختلاف زیادی بین آمارهای اعلام شده از دستگاه‌های ذی‌ربط وجود دارد. به‌خصوص تناقض میان آمارهای مرکز آمار ایران به‌عنوان مرجع رسمی اعلام آمارهای کشور در برنامهٔ پنجم توسعه و وزارت ارتباطات و فناوری اطلاعات به‌عنوان دستگاه ارائه خدمات اینترنت به کاربران تفاوت فاحش دارد. در سال ۱۳۸۷ با اعلام آمارهای این دو مرجع این تفاوت آشکار شد به‌طوری‌که سازمان آمار ایران ضریب نفوذ اینترنت را ۱۱٫۱ درصد و سازمان فناوری اطلاعات عدد ۳۴٫۹ درصد اعلام کرد، که این تفاوت به تعریف و فرمول محاسباتی برمی گردد. بر اساس آخرین آمار اعلام‌شده از سوی وزارت ارتباطات بر اساس محاسبه سامانه مدیریت ضریب نفوذ اینترنت مرکز مدیریت توسعه ملی اینترنت (متما)، ضریب نفوذ اینترنت در کشور در شش ماه نخست ۱۳۹۲ عدد ۵۴٫۱۸ درصد است که برمبنای سرویس‌های اینترنتی ارائه شده محاسبه شده‌است. در این محاسبه تعداد کاربران اینترنت در شش ماه نخست امسال را ۴۰ میلیون و ۷۱۸ هزار و ۷۴۰ نفر و تعداد کل مشترکان اینترنت در کشور را ۲۶٬۶۷۶٬۹۴۸ نفر اعلام کرده‌است. از این تعداد بالغ بر ۲۱٫۰۳ درصد کاربران از طریق جی‌پی‌آراس، حدود ۱۲٫۶۲ درصد از طریق ای‌دی‌اس‌ال (شمار مشترکان ضربدر ۲٫۵)، ۹٫۲۳ درصد از طریق دایل آپ، حدود ۸ درصد از طریق فیبرنوری (شمار مشترکان ضربدر ۲٫۵) و تعداد ۳٫۱۸ درصد از طریق وایمکس (شمار مشترکان ضربدر ۲٫۵) است. آمار جدیدتر که در سال ۱۳۹۴ منتشر شده نشان می‌دهد که ۳۱٪ مردم ایران به اینترنت دسترسی دارند و ۶۱٪ ایرانیان به تلفن همراه دسترسی دارند (که از طریق ان می‌توانند به اینترنت نسل دوم و سوم و چهارم دسترسی پیدا کنند)؛ بالاترین میزان دسترسی به اینترنت در استان تهران بوده و کمترین دسترسی در استان‌های مرزی از جمله در استان سیستان و بلوچستان گزارش شده‌است؛ در این آمار هر کسی که ظرف یک مدت ۳ ماهه دست کم یک بار به اینترنت دسترسی پیدا کند کاربر اینترنت شمرده می‌شود. همچنین علی‌اصغر عمیدیان، رئیس سازمان تنظیم مقررات و ارتباطات رادیویی و معاون وزیر ارتباطات و فناوری اطلاعات اعلام کرد، مشترکان اینترنت پرسرعت موبایل در ایران از ۳۶۰ هزار نفر در سال ۹۲ به ۲۸ میلیون نفر در سال ۹۵ رسیده‌است.
برای حل مشکل تفاوت آمار، بناست در سال ۱۳۹۲ طرح آمارگیری ضریب نفوذ اینترنت توسط سازمان فناوری اطلاعات ایران با همکاری مرکز آمار ایران به‌عنوان متولی اجرای آمارگیری‌های ملی در کشور و با هماهنگی و مشاوره اداره آمار و اطلاعات اتحادیه جهانی مخابرات اجرا شود. به گفته علیرضا رضایی مدیرکل دفتر صنعت، معدن و زیربنایی مرکز آمار کشور مبنای تعریف این مرکز از کاربران اینترنت، استناد به دستورالعمل توصیه شده و استاندارد توسط اتحادیه بین‌المللی مخابرات (ITU) است که طبق آن کاربر اینترنت به کسی اطلاق می‌شود که در طول سه ماه گذشته، حداقل یک بار از اینترنت استفاده کرده باشد. وی می‌گوید «مدل مدنظر سازمان فناوری اطلاعات به این صورت است که تعداد مشترکان اینترنت را با استفاده از یک مدل خاص، به کاربر اینترنت تبدیل می‌کنند. به‌عنوان مثال، اگر یک خانوار دارای خط ای‌دی‌اس‌ال باشد، به‌طور متوسط باید ۳ الی ۴ نفر از آن استفاده کنند که در نهایت با استفاده از این مدل و ضرب کردن خطوط اینترنت در تعداد افراد خانوار، تعداد مشترکان را به تعداد کاربران اینترنت تبدیل می‌کنند که استفاده از این روش، ایراداتی دارد.» و می‌افزاید «مهم‌ترین اختلافی که مرکز آمار ایران با سازمان فناوری اطلاعات داشت که در حال حاضر برطرف شده، این است که آن‌ها می‌گفتند که به تعداد استفاده‌ای که یک نفر از اینترنت در منزل یا محل کار یا دانشگاه می‌کند، یک کاربر جداگانه حساب می‌شود. به‌عنوان مثال، اگر من به‌عنوان کاربر اینترنت در محل کار، منزل و دانشگاه به اینترنت دسترسی داشته باشم، نه یک کاربر بلکه سه کاربر محسوب می‌شوم در صورتی که این تعریف مغایر با تعریف سازمان ITU است. اختلاف دوم به استفاده این سازمان از روش مدل مبنا که بر یک سری از فرض‌ها استوار است، برمی‌گردد. این فرض‌ها ممکن است باعث ایجاد انحراف در نتایج شوند اما در روش مورد استفاده توسط مرکز آمار ایران که مبتنی بر روش مشاهده است، احتمال وجود خطا در آمارگیری صورت گرفته، وجود دارد اما سعی می‌کنیم آن را کنترل کنیم.»
از سوی دیگر در آبان‌ماه ۱۳۹۲ علی اصغر انصاری (معاون سازمان فناوری اطلاعات) از رشد انتقال میزبانی وبگاه‌های اینترنتی به داخل کشور با رقم ماهانه ۳ تا ۵ درصد خبر داد و اظهار داشت: از میان ۵۰۰ وبگاه اینترنتی که بیشترین بازدید را در میان ایرانی‌ها به خود اختصاص داده‌اند، ۴۳۶ وبگاه ایرانی و مابقی غیرایرانی هستند که از این تعداد بالغ بر ۲۸۷ وبگاه در داخل کشور میزبانی می‌شوند.
در دهه ۱۳۸۰ مهم‌ترین روش دسترسی به اینترنت در ایران دسترسی از طریق شماره‌گیری تلفنی بوده‌است. کاربران می‌توانند از شرکت‌های ارائه‌کنندهٔ خدمات اینترنتی اشتراک مدت‌دار (بر حسب ساعات استفاده از اینترنت یا بر حسب روزهای مجاز برای دسترسی به اینترنت) خریداری کنند، یا این که از کارت اینترنت استفاده کنند. این کارت‌ها را می‌توان از دکه‌های مطبوعاتی یا کافی‌نت‌ها خرید. گونهٔ دیگری از دسترسی با شماره‌گیری در ایران وجود دارد که به اینترنت هوشمند معروف است. در این روش کاربر با تماس با شماره‌هایی ۱۰ رقمی که همگی با ۹۰۹ آغاز می‌شوند، بدون واردکردن نام کاربری و گذرواژه به اینترنت متصل می‌شود. اینترنت هوشمند جزو خدمات شبکه هوشمند مخابرات ایران به حساب می‌آید و هزینهٔ ارتباط با اینترنت از این طریق طبق تعرفهٔ مخابرات ایران (دقیقه‌ای ۵۰ ریال) به صورت حساب مشترک خط تلفن افزوده می‌شود.
از اوایل دههٔ ۱۳۸۰ دسترسی به ای‌دی‌اس‌ال نیز در ایران فراهم شد، اگرچه استفاده از آن برای همهٔ کاربرها مقدور نبود. به‌طور ویژه، استفاده از تکنولوژی پی‌سی‌ام که با هدف افزایش ضریب نفوذ تلفن در ایران انجام شد، باعث شده که عدهٔ قابل توجهی از مشترکان تلفن نتوانند از خط تلفن خود برای ارتباط ای‌دی‌اس‌ال استفاده کنند. گذشته از این، طبق مصوبات اخیر «کمیسیون تنظیم مقررات و ارتباطات رادیویی» در ایران، اشتراک‌گذاری با نسبت ۱ به ۱۰ در ایران عملاً مجاز شناخته شده که باعث افت کیفیت خطوط ای‌دی‌اس‌ال می‌شود. همچنین برخی شرکت‌های ارائه‌دهندهٔ خدمات اینترنتی اقدام به ارائهٔ خدمات اینترنت بی‌سیم نظیر وای‌مکس کرده‌اند. همچنین قرار است که در آینده اتصال منازل به اینترنت با پهنای باند ۲۰ مگابیت در ثانیه از طریق فیبر نوری میسر شود.
از سال ۲۰۰۷، سه شرکت همراه اول و ایرانسل و تالیا خدمات اینترنت روی تلفن همراه را نیز ارائه می‌کنند. این شرکت‌ها اینترنت را به صورت جی‌پی‌آراس یا سرعت داده افزایش یافته برای تحول جی‌اس‌ام ارائه می‌کنند و در کنار آن خدمات دیگر مبتنی بر اینترنت (از جمله بانکداری اینترنتی با کمک تلفن همراه) را نیز برای دارندگان تلفن همراه ارائه می‌کنند.
آخرین گزارش‌ها در سال ۲۰۱۳ وضعیت دسترسی به فناوری اطلاعات و ارتباطات ایران نشان می‌دهد که تنها چهار درصد جمعیت کشور کاربر اینترنت پرسرعت با فناوری سیمی همچون ای دی اس ال و حدود ۱/۴درصد با فناوری بی‌سیم مانند وایمکس و موبایل به اینترنت پرسرعت دسترسی دارند.
همچنین سامانه مدیریت ضریب نفوذ اینترنت مرکز مدیریت توسعه ملی اینترنت نشان می‌دهد که استان‌های مازندران، تهران، اصفهان، خوزستان و سمنان به ترتیب دارای بالاترین ضریب نفوذ اینترنت در ایران هستند.
پس از آغاز ارایهٔ سرویس اینترنت پر سرعت توسط شرکت مخابرات ایران، این شرکت با وجود خصوصی بودن در ژانویه ۲۰۱۲ اقدام به تبلیغات خدمات اینترنت پرسرعت خود از طریق شبکه خبر جمهوری اسلامی ایران در تلویزیون دولتی ایران نمود که این موضوع اعتراض شرکت‌های خصوصی رقیب را برانگیخت. این شرکت‌ها، مخابرات را عامل گرانی اینترنت در ایران می‌دانند. در عین حال بر اساس مصوبه ۱۰۶ شورای رقابت در مناطقی از کشور که شرکت‌های PAP آمادگی فعالیت دارند، شرکت مخابرات مجاز به بهره‌برداری بیش از ۱۰ درصد از ظرفیت بازار نیست اما برخی شرکت‌های ارایه‌دهنده خدمات اینترنتی ادعا می‌کنند به علت عدم همکاری مخابرات استان تهران این مصوبه در عمل اجرا نمی‌شود.
در سال ۱۳۹۴ محمود واعظی وزیر ارتباطات و فناوری اطلاعات کشور، اعلام کرد مصرف اینترنت در ایران نسبت به سال ۱۳۹۳ بیش از دو برابر افزایش یافته‌است و علت کندی سرعت اینترنت این میزان افزایش بوده‌است.

### مقابله با محتوای غیرمجاز یا مجرمانه

صفحه اصلی فیلترینگ موسوم به «پیوندها»

محدودسازی دسترسی به نشانی‌های اینترنتی از طریق پالایش یا فیلترینگ در ایران از سال ۱۳۸۰ با تصویب مقررات و ضوابط شبکه‌های اطلاع‌رسانی رایانه‌ای آغاز می‌شود و مصادیق فعالیت‌های اینترنتی غیرمجاز معین می‌شود. پیرو آن در سال ۱۳۸۱ «کمیته مصادیق پایگاه‌های اطلاع‌رسانی رایانه‌ای غیرمجاز» (که گاه «کمیته مصادیق پایگاه‌های غیرمجاز اینترنتی» نیز نامیده شده‌است و بعداً نامش به «کارگروه تعیین مصادیق محتوای مجرمانه» تغییر یافت)، زیر نظر شورای عالی انقلاب فرهنگی تشکیل شد. وزارت اطلاعات، سازمان صدا و سیما، وزارت فرهنگ و ارشاد اسلامی، نماینده شورای عالی انقلاب فرهنگی و سازمان تبلیغات اسلامی اعضای ثابت و اصلی کمیته مصادیق پایگاه‌های غیرمجاز اینترنتی بودند و وزارت اطلاعات مسئولیت آن را بر عهده داشت. به نوشته رضا باقری اصل، مدیر وقت دفتر فناوری‌های نوین مرکز پژوهش‌های مجلس شورای اسلامی، «نقد اساسی که به این کمیته وارد است غیر قضایی بودن جایگاه کمیته و نیز ترکیب اعضاء می‌باشد؛ زیرا فیلتر کردن یک سایت یا رفع فیلتر اساساً یک اقدام قضایی در جهت اعطاء یا سلب حق از یک شخص است و کمیته مذکور با ترکیبی از اعضایی که برشمرده شد چنین جایگاهی را ندارد.»
از سال ۱۳۸۲ در کنار کمیته تعیین مصادیق، «دفتر اینترنت دادستانی» از سوی «دادستانی تهران» تأسیس شد. طبق بند ۵ اصل ۱۵۶ قانون اساسی جمهوری اسلامی ایران، مسئولیت پیشگیری از وقوع جرایم به عهده قوه قضائیه است و از این رو دادستانی برای اعمال مقررات شبکه‌های اطلاع‌رسانی رایانه‌ای مصوب شورای عالی انقلاب فرهنگی مبادرت به این اقدام مبادرت کرد. در آن زمان دفتر اینترنت دادستانی جهت مسدودسازی وب سایت‌های مستهجن، به ویژه پایگاه‌های فارسی، به ماده ۶۳۹ قانون مجازات اسلامی مصوب ۱۳۷۵ استناد می‌کردند. همچنین برای رسیدگی به شکایات افراد از وب سایت‌هایی که فعالیت‌هایی از قبیل کلاهبرداری، نشر اطلاعات خصوصی و سایر عناوین مجرمانه را دارند، راً از سوی محاکم تحت پیگرد قرار می‌داد. این دفتر با تشکیل پرونده و ارجاع آن‌ها به شعب اختصاصی پیش‌بینی شده، فرایند کیفری را تسهیل می‌کند و در صورت صدور حکم دادگاه مبنی بر مسدود شدن وب سایت مربوط، اقدامات مقتضی را با مجریان فیلترینگ به انجام می‌رساند.
شرکت فناوری اطلاعات، به‌عنوان متولی اصلی اجرای فیلترینگ کشور، کار خود را از سال ۱۳۸۰ با نرم‌افزار آمریکایی وبسنس آغاز کرد. در سال ۱۳۸۲ نرم‌افزار اسمارت (به انگلیسی: Smart) و بعداً نرم‌افزار وب‌واشر (به انگلیسی: Webwasher) بکارگرفته شد که حق اشتراک آن تا پایان آبان ۱۳۸۵ اعتبار داشت. در این نرم‌افزارها کنترل محیط‌هایی نظیر پست الکترونیکی و محیط‌های گپ وجود ندارد، حال آنکه در صورت به‌کارگیری فیلترینگ روباتیک وب، می‌توان آن را در ابتدای پهنای باند قرار داد تا به صورت خودکار و هوشمند به جستجو بپردازد و براساس طبقه‌بندی تعریف شده، فهرست سیاه را تکمیل کند. به همین منظور، ابزاری به نام دلتا گلوبال (به انگلیسی: Delta Global) خریداری و به کار گرفته شده‌است. ضعف ابزارهای خارجی و هزینهٔ آن‌ها باعث شد مسئولان شرکت به سمت تولیدات داخلی گرایش یابند. در این رابطه، چند شرکت موفق شدند تأییدیه لازم را از شرکت فناوری اطلاعات و قوه قضائیه اخذ کنند. این ابزارها که برای پوشش دهی مسیر ارسال طراحی و تولید شده‌اند، ابتدا جوابگوی ظرفیت شبکه نبودند؛ لذا به آن‌ها اجازه داده شد در لایه‌های بعدی توزیع، یعنی ارائه‌دهندگان خدمات اینترنتی به کار گرفته شوند. پس از رفع نواقص از اردیبهشت ماه ۸۶ لایهٔ کلاس حامل (به انگلیسی: Carrier Class) را در اختیار گرفته‌اند. کسب این توفیق باعث شد مجدداً مناقصه خارجی برگزار نشود. این مسئولیت پس از تصویب قانون جرائم رایانه‌ای در سال ۱۳۸۸ به شرکت ارتباطات زیرساخت محول شد.
با تصویب قانون جرائم رایانه‌ای و تشکیل «کارگروه تعیین مصادیق محتوای مجرمانه رایانه‌ای» در سال ۱۳۸۸ مسئولیت تعیین موارد پالایش به این کارگروه محول شد. طبق حکم ماده ۲۲ این قانون، «قوه قضائیه موظف است ظرف یک ماه از تاریخ تصویب این قانون کمیته تعیین مصادیق محتوای مجرمانه را در محل دادستانی کل کشور تشکیل دهد. وزیر یا نماینده وزارتخانه‌های آموزش و پرورش، ارتباطات و فناوری اطلاعات، اطلاعات، دادگستری، علوم، تحقیقات و فناوری، فرهنگ و ارشاد اسلامی، رئیس سازمان تبلیغات اسلامی، رئیس سازمان صدا و سیما و فرمانده نیروی انتظامی، یک نفر خبره در فناوری اطلاعات و ارتباطات به انتخاب کمیسیون صنایع و معادن مجلس شورای اسلامی و یک نفر نماینده مجلس شورای اسلامی به انتخاب کمیسیون حقوقی و قضایی و تأیید مجلس شورای اسلامی اعضای کمیته را تشکیل خواهند داد. ریاست کمیته به عهده دادستان کل کشور خواهد بود.» بنا بر اعلام محمود خسروی مدیرعامل شرکت ارتباطات زیرساخت «براساس ماده ۲۱ قانون جرایم رایانه‌ای فیلترینگ یکپارچه برای تمامی شرکت‌های اینترنتی تعریف شده‌است و ارائه‌دهندگان خدمات اینترنتی این اجازه را ندارند که به دلخواه برای سایتی محدودیت و عدم محدودیت اعمال کنند. فیلترینگ یکپارچه در کل کشور و از مسیر «گیت وی» انجام می‌شود و تعیین سایتهایی که مشمول این طرح قرار می‌گیرند از سوی کمیته تعیین مصادیق خواهد بود و شرکت ارتباطات زیرساخت آن را اعمال می‌کند. برابر قانون نیز هر سرویس دهنده اینترنت موظف است که این موارد را اجرا کند.»
«کارگروه تعیین مصادیق محتوای مجرمانه رایانه‌ای» در اجرای حکم ماده ۲۱ قانون جرائم رایانه‌ای و بر اساس قوانین موضوعه از جمله قانون مجازات اسلامی، قانون مطبوعات و قانون جرائم رایانه‌ای و نیز مصوبات شورای عالی امنیت ملی مجموعه‌ای از محتواها را مجرمانه اعلام نمود. این محورها عبارت هستند از:
1. محتوا علیه عفت و اخلاق عمومی
2. محتوا علیه مقدسات اسلامی
3. محتوا علیه امنیت و آسایش عمومی
4. محتوا علیه مقامات و نهادهای دولتی و عمومی
5. محتوایی که برای ارتکاب جرایم رایانه‌ای به کار می‌رود (محتوا مرتبط با جرایم رایانه‌ای)
6. محتوایی که تحریک، ترغیب، یا دعوت به ارتکاب جرم می‌کند (محتوای مرتبط با سایر جرایم)
7. محتوا مجرمانه مربوط به امور سمعی و بصری ومالکیت معنوی
8. محتوای مجرمانه مرتبط با انتخابات مجلس شورای اسلامی
9. محتوای مجرمانه مرتبط با انتخابات ریاست جمهوری[۶۹]

به گفتهٔ گاردین در سال ۲۰۰۶، ایران از نظر تعداد وبگاه‌هایی که در آن فیلتر شده‌اند، در دنیا پس از چین در رتبهٔ دوم قرار دارد. بعضی از وبگاه‌های مطرح ایران و جهان مانند جستجوگر گوگل، جستجوگر بینگ، فیس‌بوک و توییتر، جی‌میل و سرویس ایمیل یاهو، وبگاه اکبر هاشمی رفسنجانی، وبگاه سید محمد خاتمی، سحام نیوز، پرشین بلاگ، بلاگفا، بلاگر، وردپرس، خبر آنلاین، عصر ایران، و وبگاه سفارت کشور انگلستان در ایران به صورت موقت یا دائم فیلتر و از دسترس خارج شده‌اند.
برخی انتقادات در خصوص شیوه عملکرد نرم‌افزارهای فیلترینگ وجود دارد. به نوشته رضا باقری اصل «فیلترینگ ارسال ضریب خطای بالایی دارد و علی‌رغم بهره‌گیری از ابزار هوشمند و پایگاه داده یکپارچه که هنوز به بهره‌برداری نرسیده‌است نمی‌توان انتظار پالایش ۱۰۰ درصدی را داشت و در نهایت توسعه واژگان و فهرست سیاه سایت‌ها ارائه‌دهندگان خدمات اینترنتی را با مشکل مواجه می‌سازد. استفاده از روش منع جستجوی واژگان غیرمجاز رفتار تولیدکنندگان محتوای غیرمجاز را تغییر می‌دهد به‌طوری‌که با روش‌های تحریک موتورهای جستجو از واژگان مجاز برای معرفی محتوای غیرمجاز بهره می‌برند؛ بنابراین، اگر بخواهیم کماکان از این روش استفاده کنیم باید فهرست را هر روز طولانی‌تر کرده تا جایی که واژگان مجازی باقی نماند.» و «در خصوص فیلترینگ دریافت یا محتوا نیز مسایلی از قبیل تنوع محتوا، ضریب خطای بالا در تشخیص، تنوع فناوری‌هایی که صفحات وب ایجاد می‌کنند و بار زیادی که شبکه متحمل می‌شود، موانع اصلی پیاده‌سازی آن بوده‌است. البته این مسئله در مورد کلیدواژه‌ها نیز صادق است و برای احراز آن کافی‌ست به‌عنوان نمونه یک کلمه ممنوعه را در تعداد کلمات موجود در بانک و همچنین تعداد افرادی که در یک لحظه به جستجوی آن می‌پردازند ضرب کنیم.»

#### تارنمای پیوندها
صفحه پیوندها که به جای وبگاه‌های محدود شده نمایش می‌یابد، حاوی فهرستی از موضوعات مختلف است و بعد از ۱۰ ثانیه به‌طور خودبه‌خود به صفحه‌ای قدیمی‌تر می‌رود.

### تأثیر تحریم‌های بین‌المللی بر محدودیت دسترسی
از سوی دیگر، کاربران اینترنت در ایران از محدودیت دسترسی معکوس نیز رنج می‌برند به این معنی که برخی وبگاه‌های اینترنتی به دلیل الزامشان به تبعیت از تحریم‌های علیه ایران مجبور به محدود کردن خدماتی هستند که به کاربران ایرانی ارائه می‌شود. از جمله این شرکت‌ها می‌توان به گوگل، نوکیا و سیمنتک اشاره کرد.
با این حال، در برخی موارد این محدودیت‌ها فراتر از ضوابط تحریم‌های علیه ایران بوده‌اند؛ به‌عنوان مثال، اگرچه شرکت گوگل تا مدت‌ها دریافت برنامه‌های افزودنی گوگل کروم از ایران را ممنوع کرده بود، پس از پیگیری آن توسط کاربران ایرانی این محدودیت در اوایل سال ۲۰۱۲ برداشته شد. شرکت اپل نیز در اوایل سال ۲۰۱۲ محدودیت‌هایی اعمال‌شده برای ایرانیان در خرید برنامه‌های کاربردی از فروشگاه اپل استور را برداشت.
به دلایل بالا، کاربران اینترنت در ایران به استفاده از نرم‌افزارهای فیلترشکن و روش‌های گریز از این محدودیت‌ها روی آورده‌اند. بر اساس آمار منتشرشده در اکتبر ۲۰۱۲ به نقل از پلیس فضای تولید و تبادل اطلاعات ایران، حدود ۳۰ درصد از کاربران اینترنت در ایران از وی‌پی‌ان استفاده می‌کنند. این در حالی است که استفاده از فیلترشکن در ایران جرم تلقی می‌شود و پلیس نسبت به خطرات استفاده از وی‌پی‌ان و نرم‌افزارهای فیلترشکن نیز هشدار می‌دهد. و بر اساس آمار الکسا صفحهٔ پیوندها بین ۵–۷ صفحهٔ پربازدید در ایران تبدیل شد.
یکی دیگر از راه‌های دسترسی به اینترنت در ایران کافی‌نت‌ها هستند. هر روز بر حساسیت استفاده کاربران از اینترنت در کافی‌نت‌ها از سوی نهادهای دولتی و امنیتی افزایش پیدا می‌کند، فرمانده نیروی انتظامی تهران در مردادماه سال ۱۳۹۲ اعلام کرد که مأموران نظارت بر اماکن عمومی پلیس تهران در جریان عملیات تازه سرکشی از ۳۵۲ کافی‌نت بازدید کرده‌اند. طبق آمار از هر ۵ کافی‌نتی که بازدید کرده‌اند یکی را پلمپ کرده‌اند.
نیروی انتظامی هدف از این اقدام را "تامین امنیت کاربران و استفاده‌کنندگان از سرویس‌های دفاتر خدمات اینترنت (کافی‌نت‌ها)" اعلام کرده‌است. نیروهای انتظامی همچنین دفاتر خدمات اینترنت را موظف کرده‌اند اطلاعات هویتی کاربران را با دریافت مدارک شناسایی معتبر ثبت و از ارائه خدمات به مراجعه کنندگانی که مدارک شناسایی ارائه نمی‌کنند خودداری کنند. همچنین دفاتر خدمات اینترنت موظفند حداقل دو دوربین در در محوطه دفاتر خود نصب کرده باشند و علاوه بر اطلاعات هویتی کاربران، سایر اطلاعات کاربری شامل روز و ساعت استفاده، آی‌پی اختصاص یافته و سیاههٔ وبگاه‌ها و صفحات رویت شده را ثبت و حداقل تا شش‌ماه نگهداری کنند.
در مورد آمار تعداد وبگاه‌های فیلتر شده در ایران باید گفت که به‌طور معمول آمار رسمی و دقیقی منتشر نمی‌شود اما یکی از مشاوران قوه قضائیه ایران تعداد وبگاه‌های فیلتر شده تا آبان ۱۳۸۷ را پنج میلیون برشمرد، همچنین در دی‌ماه سال ۱۳۹۱ عنوان شد که با نگاهی به برخی استان‌ها که آمار فیلترینگ خود را اعلام کرده‌اند، تعداد وبگاه‌های فیلترشده در سه‌ماهه اول این سال بیش از ۱۰۰ وبگاه ایرانی و خارجی است.
همچنین در حالی که برخی متولیان اینترنت در ایران می‌گویند، ۹۰ درصد وبگاه‌ها بر اساس درخواست‌های مردمی مسدود می‌شوند
، مدیر سرویس وبلاگ " پرشین‌بلاگ " از شش برابر شدن تقاضای مسدودسازی وبلاگ‌ها، در هشت ماه اخیر از سوی کارگروه تعیین مصادیق محتوای مجرمانه خبر می‌دهد.
از سوی دیگر سیدمحمدرضا آقامیری عضو کمیته تعیین مصادیق محتوای مجرمانه ماهانه فقط در حدود ۱۵۰۰ وبگاه ضد دینی توسط این کمیته فیلتر می‌شود و آمار دقیقی دربارهٔ فیلترینگ تمام وبگاه‌ها وجود ندارد

### محدودیت در به‌کارگیری
بسیاری از وبگاه‌های شبکه اجتماعی که در سطح جهانی فعالیت می‌کنند (نظیر فیس‌بوک و توییتر) در ایران فیلتر شده‌اند. اگر چه عضویت در این شبکه‌های اجتماعی به خودی خود جرم تلقی نمی‌شود، اما دور زدن سامانهٔ فیلترینگ برای دسترسی به این شبکه‌ها جرم تلقی می‌گردد. همچنین، فعالیت ایرانیان در این شبکه‌های اجتماعی به شکلی که منجر به توهین به مقدسات جمهوری اسلامی ایران شود (از جمله با انتشار تصاویر بدون حجاب) جرم تلقی می‌شود.
ایران اولین کشوری نیست که چنین الزامی را برای تولید محتوا دارد؛ پیش از ایران، چین نیز کاربران اینترنت را جهت ایجاد وبگاه و وب‌نوشت ملزم به اعلام هویت خود کرده بود. چین در سال ۲۰۱۲ این قوانین را گسترش داد به شکلی که کاربرانی که در اینترنت محتوا تولید نمی‌کنند و تنها برای استفادهٔ محتوا به اینترنت سر می‌زنند هم ملزم به اعلام هویت خود به ارائه‌دهندگان خدمات اینترنت هستند. ایران پیش از این تلاش کرده بود که با الگو برداری از چین، یک موتور جستجوی داخلی طراحی کند تا از کاربری موتور جستجوی گوگل توسط کاربران ایرانی کاسته شود.
احراز هویت کاربران برای استفاده از خدمات اینترنت به شکل دیگری نیز اعمال می‌شود: برای ثبت دامنه‌های اینترنتی کاربران باید کد ملی خود را در اختیار ایرنیک بگذارند.

### سرعت اینترنت
در سال ۱۳۹۴، خبرگزاری‌ها از نت‌ایندکس نقل کردند که سرعت دانلود پهن‌باند به‌طور متوسط در جهان ۲۳ مگابیت بر ثانیه است که این رقم برای ایران ۵٫۶ مگابیت بر ثانیه است. درحالی‌که براساس اعلام مرکز پژوهش‌های مجلس شورای اسلامی، هزینه اینترنت در ایران دو برابر افغانستان و ۳٬۵۰۰ برابر ژاپن است.
در سال ۱۳۹۶، مجلهٔ دانستنیها در گزارشی، میانگین سرعت و هزینهٔ اینترنت چند کشور را با ایران مقایسه کرد؛ طبق این گزارش میانگین سرعت اینترنت در نروژ، کره جنوبی، ژاپن، و ایالات متحده به ترتیب ۲۳٫۵، ۲۸٫۶، ۲۰٫۲، ۱۸٫۷ مگابیت بر ثانیه بود و متوسط هزینهٔ هر مگابیت بر ثانیه نیز به ترتیب ۷۸۰۰ تومان، ۱۱۵۰ تومان، ۷۵۰ تومان، ۳۲۰۰ تومان بود، و حداکثر سرعت اینترنت نیز بین ۱ تا ۲ گیگابیت در ثانیه بود. در ادامه، همین مجله سرعت و قیمت اینترنت ارائه شده توسط چند شرکت ایرانی (شامل شاتل، آسیاتک، پارس آنلاین، های‌وب و ایرانسل) را نیز مقایسه کرد؛ این گزارش عددی برای «متوسط» سرعت اینترنت این شرکت‌ها ارائه نکرد اما بیشینهٔ سرعت اینترنت این شرکت‌ها را به ترتیب ۱۶، ۸، ۱۶، ۱۶ و ۴۰ مگابیت بر ثانیه اعلام کرد، که البته معمولاً به صورت «نامحدود» ارائه نمی‌شد (بیشینهٔ سرعت اینترنتی که بدون محدودیت بارگیری ارائه می‌شد معمولاً حدود ۱ تا ۸ مگابیت بر ثانیه بود). این گزارش هزینهٔ هر مگابیت بر ثانیه را برای این شرکت‌ها بسیار متغیر اعلام کرد (از ۱۰۰۰ تومان برای طرح حجمی اینترنت ایرانسل، تا ۴۰۰٬۰۰۰ تومان برای طرح نامحدود شاتل) و به ویژه به تفاوت هزینه‌ها در طرح‌های محدود و نامحدود اشاره کرد.
طبق گزارش رادیو فردا در سال ۱۳۹۹، سرعت اینترنت ثابت ایران در میان ۱۷۶ کشوری که مورد ارزیابی قرار گرفته‌اند رتبه ۱۵۳ را دارد. اینترنت همراه ایران نیز در مکان ۷۹ جهان قرار دارد. همچنین براساس گزارش سایت اسپیدتست در زمینه سرعت اینترنت موبایل ایران پایین‌تر از کشوری مانند لائوس و باهاماس و بالای کشورهایی مانند آنگولا و تونس قرار دارد.
گزارش منتشرشده از سوی کمیته اینترنت و زیرساخت‌های انجمن تجارت الکترونیک تهران در تاریخ ۱۲ مرداد ۱۴۰۴، ایران را در جایگاه ۹۷ از میان ۱۰۰ کشور جهان در شاخص کیفیت اینترنت قرار می‌دهد، در حالی‌که تنها کشورهای کوبا، ترکمنستان و سودان در رتبه‌های پایین‌تری قرار دارند. این گزارش وضعیت نامطلوب زیرساخت‌های اینترنت در ایران را نتیجه سیاست‌های دولت در زمینه فیلترینگ وب‌سایت‌ها و سانسور گسترده می‌داند که موجب محدود شدن دسترسی آزادی به اطلاعات و اختلال در جریان آزاد ترافیک اینترنت می‌گردد. همچنین گزارش تأکید می‌کند که کیفیت خدمات اینترنتی همچنان در سطح پایینی باقی خواهد ماند، مگر آنکه نظارت شدید دولتی پایان یابد و تغییرات سیاستی در راستای افزایش پهنای باند، بهره‌گیری از پروتکل‌های پیشرفته و حذف محدودیت‌های غیرضروری در دسترسی به شبکه اعمال شود.

### محتوای مورد مراجعه
آمار دقیقی در مورد محتوای مورد مراجعه بین کاربران ایرانی اینترنت موجود نیست. با این حال در دههٔ ۱۳۹۰ خورشیدی استفاده از شبکه‌های اجتماعی و برنامه‌های کاربردی پیام‌رسان افزایش داشته‌است. مطابق آماری به نقل از خبرگزاری مهر، شبکه پیام‌رسان تلگرام که در ایران بیش از ۲۰ میلیون کاربر دارد، بالغ بر ۱۲٪ از پهنای باند مصرفی در ایران را به خود اختصاص می‌دهد.
آمار دیگری از خبرگزاری مهر که محدود به وبگاه‌ها است، و سایر موارد استفاده نظیر برنامه‌های کاربردی یا رسانه‌های جاری را شامل نمی‌شود، حاکی از آن است که ۴۳٪ از وبگاه‌هایی که ایرانیان بازدید می‌کنند، وبگاه‌هایی ایرانی هستند (دامنهٔ .ir دارند). مطابق همین آمار بیشترین بازدید از وبگاه‌های خبری انجام می‌شود و وبگاه‌های بازی و سرگرمی پس از آن در رتبهٔ دوم قرار دارند.

## ساختار حقوقی

### سیاست‌های مربوط به اینترنت

#### در خصوص شبکه‌های اطلاع‌رسانی رایانه‌ای
این سیاست‌ها برای تنظیم خط مشی حاکمیت در خصوص شبکه‌های رایانه‌ای از جمله اینترنت در تاریخ ۱۱ مهر ۱۳۷۷ توسط مقام رهبری، آیت الله خامنه‌ای، مصوب و ابلاغ گردید و در آن بر اموری شامل «ساماندهی و تقویت نظام ملی اطلاع‌رسانی رایانه‌ای»، «توسعة کمی وکیفی شبکه اطلاع‌رسانی ملی»، «ایجاد دسترسی به شبکه‌های اطلاع‌رسانی جهانی صرفاً از طریق نهادها و مؤسسات مجاز»، «حضور فعال و اثرگذار در شبکه‌های جهانی»، «ایجاد و تقویت نظام حقوقی و قضایی متناسب»، «توسعة فناوری اطلاعات (به ویژه حفاظت از اطلاعات) و آینده‌نگری در خصوص آثار تحولات فناوری اطلاعات» و «اقدام مناسب برای دستیابی به میثاق‌ها و مقررات بین‌المللی و ایجاد اتحادیه‌های اطلاع‌رسانی» تأکید شد.

#### در بخش امنیت فضای تولید و تبادل اطلاعات (افتا)
این سیاست‌ها در خصوص امنیت فناوری اطلاعات و ارتباطات و از جمله اینترنت در تاریخ ۲۹ بهمن ۱۳۸۹ توسط رهبر ایران، مصوب و ابلاغ گردید. هدف آن عبارت است از «ایجاد نظام جامع و فراگیر در سطح ملی و سازوکار مناسب برای امن‌سازی ساختارهای حیاتی و حساس و مهم در حوزه فناوری اطلاعات و ارتباطات، و ارتقاء مداوم امنیت شبکه‌های الکترونیکی و سامانه‌های اطلاعاتی و ارتباطی در کشور به منظور استمرار خدمات عمومی، پایداری زیرساخت‌های ملی، صیانت از اسرار کشور، حفظ فرهنگ و هویت اسلامی-ایرانی و ارزشهای اخلاقی، و حراست از حریم خصوصی و آزادیهای مشروع و سرمایه‌های مادی و معنوی.» این هدف از طریق «ارتقاء سطح دانش و ظرفیتهای علمی، پژوهشی، آموزشی و صنعتی کشور برای تولید علم و فناوری» در زمینه افتا و «تکیه بر فناوری بومی و توانمندیهای تخصصی داخلی» در این حوزه پیگیری می‌شود.

#### حکم تأسیس شورایعالی فضای مجازی
این شورا به تاریخ ۱۷ اسفند ۱۳۹۰ به فرمان آیت‌الله سید علی خامنه‌ای تشکیل شد و موظف است که مرکز ملی فضای مجازی کشور را راه اندازد.
در بخشی از فرمان‌نامهٔ وی آمده‌است که
گسترش فزاینده فناوری‌های اطلاعاتی و ارتباطاتی به‌ویژه شبکهٔ جهانی اینترنت و آثار چشمگیر آن در ابعاد زندگی فردی و اجتماعی و لزوم سرمایه‌گذاری وسیع و هدفمند در جهت بهره‌گیری حداکثری از فرصت‌های ناشی از آن در جهت پیشرفت همه‌جانبهٔ کشور و ارائه خدمات گسترده و مفید به قشرها گوناگون مردم و همچنین ضرورت برنامه‌ریزی و هماهنگی مستمر به منظور صیانت از آسیب‌های ناشی از آن اقتضا می‌کند که نقطهٔ کانونی متمرکزی برای سیاست‌گذاری و تصمیم‌گیری و هماهنگی در فضای مجازی کشور به وجود آید. به این مناسبت شورای عالی فضای مجازی کشور با اختیارات کافی به ریاستِ رئیس‌جمهور تشکیل می‌گردد و لازم است به تمام مصوبات آن ترتیب آثار قانونی داده شود.
در ادامه گفته‌است که شورا وظیفه دارد «مرکز ملی فضای مجازی کشور» را درست کند تا کامل و به‌روز بر فضای مجازی درونی و بیرونی اشراف داشته و دربارهٔ نحوه رویارویی با آسیب‌های اینترنت تصمیم بگیرد. او همهٔ دستگاه‌های کشور را موظف به همکاری با مرکز کرده‌است.

### قوانین مربوط به اینترنت

#### قانون تجارت الکترونیک
قانون تجارت الکترونیک شامل مجموعه اصول و قواعدی است که برای مبادله آسان و ایمن اطلاعات با استفاده از واسط‌های الکترونیکی و سامانه‌های ارتباطی جدید به کار می‌رود. این قانون در سال ۱۳۸۲ و در دوران ریاست جمهوری محمد خاتمی به تصویب رسید.

#### قانون وظایف وزارت ارتباطات و فناوری اطلاعات
این قانون وظایف و اختیارات وزارت ارتباطات و فناوری اطلاعات ایران را معین می‌کند. این وزارتخانه در دورهٔ ریاست جمهوری محمود احمدی‌نژاد ایجاد شد.

#### قانون جرائم رایانه‌ای
قانون جرایم رایانه‌ای مصادیق استفاده‌های غیرمجاز و مجرمانه با استفاده از رایانه را تعیین می‌کند که قسمت قابل توجهی از آن مرتبط با فعالیت‌های مبتنی بر اینترنت است. این قانون که مبنای فعالیت کارگروه تعیین مصادیق محتوای مجرمانه است، در سال ۱۳۸۸ و در دوران ریاست جمهوری محمود احمدی‌نژاد تصویب شد.

### مقررات اصلی توسعه، اداره و ارائهٔ اینترنت

#### مقررات شورای عالی انقلاب فرهنگی
پیرو تصویب و ابلاغ سیاست‌های کلی شبکه‌های اطلاع‌رسانی رایانه‌ای از سوی مقام رهبری شورای عالی انقلاب فرهنگی «مقررات و ضوابط شبکه‌های اطلاع‌رسانی رایانه‌ای» را طی جلسات ۴۸۲، ۴۸۳، ۴۸۴، ۴۸۵، ۴۸۶ و ۴۸۸ در سال ۱۳۸۰ تصویب کرد. در صدر این مقررات اصول حاکم بر آن بدین شرح بیان شده‌است:
1. حق دسترسی آزاد مردم به اطلاعات و دانش.
2. مسؤولیت مدنی و حقوقی افراد در قبال فعالیت‌های خود.
3. رعایت حقوق اجتماعی و صیانت فرهنگی و فنی کشور در این قلمرو.
4. ایجاد حداکثر سهولت در ارائه خدمات اطلاع‌رسانی و اینترنت به عموم مردم.[۶۳]

نخستین مورد این مقررات عبارت است از «آیین‌نامه نحوه اخذ مجوز و ضوابط فنی نقطه تماس بین‌المللی» که نقطه تماس بین‌المللی را در انحصار دولت قرار می‌دهد و صدور مجوز آن به دستگاه‌های اجرایی را به شورای عالی اطلاع‌رسانی محول می‌کند. این آیین‌نامه تمام ایجاد کنندگان نقطه تماس بین‌المللی را مکلف می‌کند تا اقدام‌های لازم را برای حفاظت و کنترل متمرکز از شبکه‌های مزبور انجام دهند که عبارت است از:
- فراهم‌سازی سیستم پالایش مناسب به منظور ممانعت از دسترسی به پایگاه‌های ممنوع اخلاقی و سیاسی و حذف ورودی‌های غیرمطلوب. همچنین تعیین ضوابط پالایش به کمیسیون راهبردی شورای عالی اطلاع‌رسانی محول می‌شود.
- ایجاد سیستم دیوار آتش مناسب به منظور صیانت شبکه‌ها از تخریب، فریب و سرقت اطلاعات.
- دایرکننده نقطه تماس بین‌المللی اینترنتی بانک فعالیت‌های اینترنتی کاربران خود را در دسترس وزارت پست و تلگراف و تلفن قراردهد تا براساس ضوابط و مصوبات شورای عالی امنیت ملی با حکم قاضی حسب درخواست در اختیار وزارت اطلاعات قرار گیرد.
- فراهم‌سازی امکان جلوگیری از برقراری ارتباطات غیرمتعارف، نظیر ارتباطات غیرمتقارن و ارتباطات غیرمستقیم در موارد غیرمجاز

به علاوه از وزارت وزارت پست و تلگراف و تلفن می‌خواهد تمهیدات لازم برای برقراری ارتباطات بین کاربران در داخل کشور از طریق شبکه مازه داخلی را فراهم سازد.
مورد دوم «آیین‌نامه واحدهای ارائه‌کننده خدمات اطلاع‌رسانی و اینترنت رسا» است. این آیین‌نامه حدود فعالیت ارائه‌کننده خدمات اینترنت و شرایط اخذ، نحوه صدور مجوز و نظارت بر فعالیت آن‌ها توسط وزارت پست و تلگراف و تلفن را معین می‌کند. همچنین مسئولیت‌های این شرکت‌ها و کاربران آن‌ها را بیان می‌کند که شامل مسئولیت نسبت به محتوای تولیدی توسط خود اشخاص، رعایت حقوق پدیدآورندگان، اعمال پالایش، ثبت اطلاعات کاربران و فعالیت‌های اینترنتی آن‌ها و ارائه آن به وزارت مذکور، حفظ حقوق کاربران و جلوگیری از حمله به کامپیوترهای آنها، حفظ حریم اطلاعات خصوصی کاربران و ارائه خدمات با کیفیت می‌شود. به علاوه مصادیق محتوای ممنوع را مشخص می‌سازد.
مورد سوم آیین‌نامه «دفاتر خدمات حضوری اینترنت» است که شرایط و مراحل اخذ مجوز گردانندگان کافی نت و مقررات حاکم بر فعالیت آن‌ها را بیان می‌کند. طبق این آیین‌نامه این مراکز واحد صنفی هستند و باید از صنف مربوط مجوز بگیرند. از نکات جالب آن توجه به سرویس‌های نوظهور نظیر تلفن اینترنتی یا آوانت است.
شورایعالی انقلاب فرهنگی در بهمن ماه سال ۱۳۸۱ در راستای اجرای مقررات فوق تصویب کرد که «به منظور صیانت از فرهنگ ملی و اسلامی، کمیته‌ای مرکب از نمایندگان وزارت اطلاعات، وزارت فرهنگ و ارشاد اسلامی و سازمان صدا و سیما با مسیولیت نماینده وزارت اطلاعات تشکیل می‌شود. این کمیته مصادیق پایگاه‌های اطلاع‌رسانی رایانه‌ای غیرمجاز را تعیین و به وزارت پست و تلگراف و تلفن ابلاغ خواهد کرد.» در سال ۱۳۸۲ در مصوبه دیگری نماینده دبیرخانه شورای عالی انقلاب فرهنگی و نماینده سازمان تبلیغات اسلامی به آن کمیته اضافه شدند.
بدین ترتیب این آیین‌نامه‌ها به فعالیت بخش خصوصی در ایجاد نقطه تماس بین‌المللی خاتمه می‌دهد. فعالیت بخش خصوصی در حوزه اینترنت را تنظیم و مقررات‌گذاری می‌کند و برای نخستین بار سازوکار رسمی پالایش در ایران را ایجاد می‌کند. مسئولیت‌های حاکمیتی این حوزه را به شورای عالی اطلاع‌رسانی و وزارت پست و تلگراف و تلفن محول می‌کند. البته طی دهه ۱۳۸۰ با تغییر ساختار این دو نهاد و تغییر قوانین به‌خصوص قانون جرائم رایانه‌ای، بخش عمده‌ای از این مقررات نسخ ضمنی می‌شود.

## ساختار اداری

### شوراهای عالی

#### شورای عالی انقلاب فرهنگی
اگر چه اهداف اصلی این شورا مرتبط با مسایل فرهنگی است، اما یکی از مصوبه‌های این شورا در سال ۱۳۸۱ که حداکثر نرخ انتقال اطلاعات برای کاربران خانگی اینترنت را محدود به ۱۲۸ کیلوبیت بر ثانیه کرد، تأثیر مستقیمی بر اینترنت در ایران داشته‌است. بعدها دلیل اعمال این محدودیت سرعت، نداشتن برنامه‌های مناسب در حوزه فضای مجازی اعلام شد.

#### شورای عالی اطلاع‌رسانی
شورای عالی اطلاع‌رسانی یکی از نهادهای حکومتی ایران در زمینهٔ فناوری اطلاعات و ارتباطات است که در سال ۱۳۷۷ به‌منظور سیاستگذاری در امر اطلاع‌رسانی و هدایت شبکه‌ها و مراکز اطلاعاتی و هماهنگی فعالیت آن‌ها و همچنین تدوین برنامه‌های میان مدت و بلند مدت در زمینة تحقیقات بنیادی، توسعه‌ای و کاربردی اطلاع‌رسانی در قالب نظام اطلاع‌رسانی جمهوری اسلامی ایران تصویب و تشکیل شده‌است.

#### شورای عالی فناوری اطلاعات
این شورا مسئول تدوین اهداف کلان و راهبردی توسعه فناوری اطلاعات، سیاستگذاری در خصوص به‌کارگیری فناوری اطلاعات در زمینه‌های مختلف اجتماعی، اقتصادی و فرهنگی، تدوین مقررات و آئین‌نامه‌ها و ضوابط لازم برای قلمرو فناوری اطلاعات و تدوین برنامه‌های همکاری ارتباطات بین‌المللی در قلمرو فناوری اطلاعات است.

#### مرکز ملی فضای مجازی ایران
مرکزی است که به فرمان سید علی خامنه‌ای رهبر حکومت جمهوری اسلامی ایران توسط شورای عالی فضای مجازی تشکیل گردید.

### دستگاه‌های اجرایی

#### وزارت ارتباطات و فناوری اطلاعات
وزارت ارتباطات و فناوری اطلاعات ایران مسؤول برنامه‌ریزی، پشتیبانی و توسعه زیرساختار و توانایی‌های ملی مخابراتی و اطلاعاتی ایران است و در کنار سازمان تنظیم مقررات و ارتباطات رادیویی و شرکت ارتباطات زیرساخت به‌عنوان یکی از متولیان اصلی داده و اینترنت در ایران فعال است.

##### شرکت ارتباطات زیرساخت
شرکت ارتباطات زیرساخت یکی از شرکت‌های زیرمجموعهٔ وزارت ارتباطات و فناوری اطلاعات است که به‌عنوان متولی شبکه مادر مخابراتی در کشور و کارگزار وزارت ارتباطات و فناوری اطلاعات، به منظور اعمال حاکمیت، وظیفه اجرای سوئیچینگ و ارتباطات اپراتورهای مخابراتی را در نقاط حضور و شبکه‌های مربوط بر عهده دارد.

##### سازمان فناوری اطلاعات
سازمان فناوری اطلاعات ایران وظیفهٔ تدوین راهبردها، سیاست‌ها و برنامه‌های بلند مدت و میان مدت فناوری اطلاعات، طراحی، به‌روزرسانی و اصلاح معماری فناوری اطلاعات این کشور، ساماندهی، نظارت و هدایت خدمات اینترنت و اینترانت در این کشور، ایجاد هماهنگی بین پروژه‌های ملی فناوری اطلاعات، و تهیه دستورالعمل‌ها، ضوابط و آیین‌نامه‌های لازم و استانداردهای فنی و تخصصی مورد نیاز برای قلمرو فناوری اطلاعات ایران را بر عهده دارد.
از جمله فعالیت‌های این سازمان می‌توان به مدیریت امنیت اطلاعات، مرکز مدیریت توسعه ملی اینترنت، گروه‌های مطالعات امنیت، درگاه واحد خدمات الکترونیکی ایران، مرکز مدیریت امداد و هماهنگی عملیات رخدادهای رایانه‌ای (ماهر)، مرکز راهبری فناوری اطلاعات و خدمات سنجش سرعت اینترنت اشاره کرد.

##### مرکز مدیریت توسعه ملی اینترنت
مرکز مدیریت توسعه ملی اینترنت در اردیبهشت سال ۱۳۹۱ توسط وزارت وقت ارتباطات و فناوری اطلاعات به‌عنوان مرجع اعلام فهرست ارائه‌دهندگان رایانامه (ایمیل) با میزبانی داخلی معرفی شد که باید توسط بانک‌ها و بیمه‌ها برای آدرس ایمیل مشتریان قابل قبول باشند. بر این اساس استفاده از آدرس ایمیل‌های نظیر جی میل، یاهو و غیره توسط مشتریان بانک‌ها و بیمه‌ها ممنوع شد.
این مرکز همچنین مسئول تخصیص نشانی‌های اینترنتی و دامنهٔ ‎.ir است.

#### سازمان تنظیم مقررات و ارتباطات رادیویی
سازمان تنظیم مقررات و ارتباطات رادیویی یک نهاد مستقل قانونگذار و نظارتی است که نقش آن رقابتی کردن بازار ارائه خدمات مخابراتی و بالا رفتن کیفیت خدمات آنهاست. این سازمان همچنین مسئول تعیین جدول ملی فرکانس، و صدور پروانهٔ بهره‌برداری برای هر گونه خدمات مخابراتی است.
یکی از ادارات کل تحت پوشش معاونت نظارت با سه گروه هماهنگی و نظارت بر سرویس‌های فناوری اطلاعات، تهیه و بازنگری طرح‌های نظارت بر سرویس‌های فناوری اطلاعات، تدوین و بازنگری آئین‌نامه‌ها و ضوابط بر سرویس‌های فناوری اطلاعات است که وظیفه سیاست گذاری، مدیریت، هدایت و ایجاد هماهنگی جهت نظارت و اعمال مقررات در سطح کشور را در حوزه سرویس‌های فناوری اطلاعات بر عهده دارد. در حال حاضر دارندگان پروانه سرویس‌های فناوری اطلاعات شامل شرکت‌های رسا، شرکت مخابرات ایران و شبکهٔ علمی کشور می‌باشند

#### وزارت صنعت، معدن و تجارت
از جمله نقش‌های وزارت صنعت، معدن و تجارت ایران در اینترنت می‌توان به اعمال «آیین‌نامهٔ نحوهٔ اخذ مجوز و ضوابط فنی نقطهٔ تماس بین‌المللی» و نیز ارائه نماد اعتماد الکترونیکی برای کسب و کارهای اینترنتی اشاره کرد.

#### وزارت فرهنگ و ارشاد اسلامی
از جمله نقش‌آفرینی‌های وزارت فرهنگ و ارشاد اسلامی در خصوص اینترنت در ایران می‌توان به ستاد ساماندهی پایگاه‌های اینترنتی ایران اشاره کرد که مسئولیت تأیید محتوای وبگاه‌های ایرانی در اینترنت را بر عهده دارد.

### دستگاه‌های انتظامی و قضایی

#### پلیس فضای تولید و تبادل اطلاعات ایران
این واحد تخصصی فرماندهی انتظامی جمهوری اسلامی ایران که با نام اختصاری «پلیس فتا» شناخته می‌شود، مسئول مقابله با فیشینگ (کلاهبرداری اینترنتی) و جعل، سرقت اینترنتی، هک و نفوذ، جرائم سازمان یافته رایانه‌ای، هرزه نگاری (موارد سوء اخلاقی) و تجاوز به حریم خصوصی افراد است.
تشکیل پلیس فتا به دستور فرمانده نیروی انتظامی جمهوری اسلامی ایران و با هدف ایجاد نیروی ویژه مبارزه با جرائم رایانه‌ای انجام شد. رئیس پلیس سایبری کشور به فعالیت پلیس فتا در ۳۳ استان کشور و نیز راه‌اندازی این پلیس در۵۶ شهرستان بالای بیش از۲۰۰ هزار نفر اشاره کرد و اعلام کرد تا آذر ماه ۱۳۹۲ ده مرکز استان کشور مجهز به آزمایشگاه کالبدشکافی دیجیتال است.

#### کمیته تعیین مصادیق محتوای مجرمانه رایانه‌ای
این کمیته مسئول تبیین مصداق‌های قانون جرایم رایانه‌ای است و اعضای آن شامل وزیر یا نمایندهٔ وزارتخانه‌های آموزش و پرورش، ارتباطات و فناوری اطلاعات، اطلاعات، دادگستری، علوم، تحقیقات و فناوری، فرهنگ و ارشاد اسلامی، رئیس سازمان تبلیغات اسلامی، رئیس سازمان صدا و سیما و فرمانده نیروی انتظامی، یک نفر خبره در فناوری اطلاعات و ارتباطات به انتخاب کمیسیون صنایع و معادن مجلس شورای اسلامی و یک نفر نمایندهٔ مجلس شورای اسلامی به انتخاب کمیسیون حقوقی و قضایی و تأیید مجلس شورای اسلامی می‌شود و ریاست کمیته به عهدهٔ دادستان کل کشور است.

#### دادسرای ویژه جرائم رایانه‌ای
پس‌از تصویب یک فوریت برای طرح تشدید مجازات اخلال در امنیت روانی جامعه، در ۱۲ تیرماه سال ۱۳۸۷ توسط مجلس شورای اسلامی، کمیسیون حقوقی و قضایی مجلس در مردادماه همان سال، کمیته‌ای را مسئول بررسی این طرح کرد.
مادهٔ ۵ این طرح مقرر کرده‌است که رسیدگی به جرایم موضوع این قانون در تمام مراحل رسیدگی، خارج از نوبت بوده و در شعب ویژه که توسط رئیس قوهٔ قضاییه تعیین خواهد شد، انجام می‌شود.
متعاقب این مصوبه، محمود سالارکیا معاون دادستان تهران از راه‌اندازی دادسراهای ویژهٔ جرایم رایانه‌ای و اینترنتی خبر داد.
دادسرای ویژه جرایم رایانه‌ای در سال ۱۳۸۷ تشکیل و مسئولیت آن به دادسرای عمومی و انقلاب تهران محول شد. دادسرای ناحیه ۳۱ به همین منظور تأسیس شد و آغاز به کار کرد و سرپرستی آن بر عهدهٔ رضا جعفری معاون دادستان تهران بود. از ۱۲ آذر ماه ۱۳۹۰ محمد حسن‌زاده، دادستان سابق خرمشهر، به‌عنوان سرپرست آن منصوب شده‌است.

### بخش خصوصی و غیردولتی
در ایران بیش از ۶۰۰ شرکت رساننده خدمات اینترنتی (رسا) فعال هستند که دسترسی کاربران به اینترنت را به شکل‌های مختلفی فراهم می‌کنند. شرکت مخابرات که متولی ارائه اینترنت به شرکت‌های رسا است، خود نیز به‌عنوان یک شرکت رسا فعالیت می‌کند. کمیسیون سازمان تنظیم مقررات و ارتباطات رادیویی در سال ۱۳۸۳ پروانهٔ انتقال داده‌ها را برای ۱۲ شرکت خصوصی رساننده خدمات اینترنتی به مدت ۱۰ سال صادر کرد، که یکی از آن‌ها شرکت مخابرات ایران است.
با توجه به این که هزینهٔ نهایی خدمات اینترنتی ارائه توسط شرکت‌های غیردولتی رسا، وابسته به نرخی است که برای خرید اینترنت از شرکت مخابرات می‌پردازند، شرکت‌های رسا در موارد متعددی از بالا بودن نرخ تعرفه‌های اینترنت شرکت مخابرات گلایه کرده‌اند.
بقیه شرکت‌های خصوصی معروف به ندا در حال حاضر نیمی از بازار اینترنت پرسرعت در بستر کابل مسی را در اختیار دارند و نیم دیگر این بازار در اختیار شرکت مخابرات ایران است. این در حالی است که بر اساس مصوبات «شورا و مرکز ملی رقابت»، سهم مخابرات از کاربران هر استان باید ۱۰ درصد یا کمتر باشد اما در عمل مخابرات ۵۰ درصد تعدادی و ۷۰ درصد درآمدی را در اختیار دارد. مجموع مشترکان شرکت‌های ندا در ایران حدود یک میلیون و ۵۰۰ هزار مشترک سراسر ایران است.

## خدمات بر بستر اینترنت

### تجارت الکترونیک
طبق تبصره ۲۶ قانون دوم برنامه پنج ساله توسعه اقتصادی کشور (۱۳۷۴‎-۱۳۷۸)، وزارت بازرگانی موظف به ایجاد و راه‌اندازی تجارت الکترونیکی در سطح ملی و بین‌المللی با کمک تمام نهادها و ارگان‌های دولتی بوده‌است. به همین دلیل وزارت بازرگانی ایران در سال ۱۳۷۴ به‌عنوان ناظر در چهاردهمین هیئت تبادل الکترونیک اطلاعات برای امور اداری، تجاری و ترابری شروع به فعالیت کرد و در مرداد ۱۳۷۵ با همکاری و مشارکت سازمان‌های دیگر مانند گمرک، وزارت راه و ترابری، وزارت پست و تلگراف و بانک مرکزی هیئتی مشابه در ایران تشکیل شد.
در حال حاضر تجارت الکترونیک در ایران با استفاده از کارت‌های بانکی چندین بانک عضو شبکهٔ شتاب قابل انجام است. همچنین خدمات بانکداری الکترونیکی نظیر دریافت موجودی و صورت‌حساب، انتقال وجه، و پرداخت قبوض آب، برق، گاز، تلفن ثابت و تلفن همراه توسط بانک‌ها در ایران ارائه می‌شود.
علاوه بر این رزرو اینترنتی هتل‌ها، بلیت‌های چارتری و تورها، خانه معلم برای فرهنگیان، بلیت قطارهای نوروزی، بلیت هواپیماها و کشتی‌ها در ایران انجام می‌شود.
فروشگاه‌های اینترنتی نیز از زمان رواج اینترنت در ایران، روند رو به رشدی داشته‌اند و در حال حاضر چندین فروشگاه اینترنتی نظیر دیجی کالا، بامیلو، تک سبد، ایران جنس، چاره، زنبیل، موزاندو، فینال، و ۵۰۴۰ هر روز کسب و کارشان در حال رونق گرفتن است و مشتریان بیشتری را به سمت خود جلب می‌کنند. به گفتهٔ رضا الفت نسب، دبیر انجمن کسب و کارهای اینترنتی «صرفاً سال ۱۳۹۳ مردم نزدیک به ۵۰ هزار میلیارد تومان خرید اینترنتی داشته‌اند»؛ او همچنین پیش‌بینی کرد که این روند تقریباً سالانه نزدیک به ۶۰ درصد افزایش یابد.

### دولت الکترونیک
در ده‌های اخیر خدمات دولت الکترونیک در ایران ابتدا به صورت ملی و بعداً به صورت استانی مورد بحث بوده. از جمله مواردی از دولت الکترونیک که تا کنون محقق شده می‌توان به پلیس+۱۰ اشاره کرد.
در سال ۱۳۹۴ برخی استان‌ها نظیر گیلان و یزد خبر از استقرار دولت الکترونیک در آن استان دادند.

### سلامت الکترونیک
علاوه بر این که بخشی از فعالیت‌های دولت در حوزهٔ سلامت (نظیر بیمه سلامت ایران، وابسته به وزارت تعاون، کار و رفاه اجتماعی) در غالب دولت الکترونیکی از طریق اینترنت قابل دسترسی است، در سال‌های اخیر طرح جایگزین کردن دفترچه‌های بیمه تأمین اجتماعی با یک کارت الکترونیکی نیز مطرح شده‌است. در خرداد ۱۳۹۳ وزیر تعاون، کار و رفاه اجتماعی خبر از این جایگزینی ظرف سه ماه داد اما تا سال ۱۳۹۴ این پروژه هنوز اجرایی نشده‌است. در سال ۱۳۹۴ خبر مشابهی در خصوص بیمه درمانی نیروهای مسلح نیز مطرح شد.

## دولت و اینترنت
با آغاز به کار دولت حسن روحانی در سال ۱۳۹۲، خبرهایی در مورد استفادهٔ برخی از مقامات جمهوری اسلامی از رسانه‌های اجتماعی انتشار یافت و میزان دسترسی جامعه ایرانی به اینترنت آزاد بحث داغ روز شد. در همین ارتباط، روحانی در پاسخ به خبرنگار ان‌بی‌سی که از وی در مورد سانسور اینترنت در ایران سؤال کرد، گفت که «ما می‌خواهیم مردم در زندگی خصوصی خود کاملاً آزاد باشند. در جهان امروز، دسترسی به اطلاعات و حق گفت‌وشنود آزاد، و حق تفکر آزاد، حق تمام ملت‌ها از جمله مردم ایران است.» همچنین جک دورسی رئیس و یکی از بنیان‌گذاران توییتر در یکی از توییت‌های اخیر خود، روحانی را خطاب قرار داد و نوشت: «آیا شهروندان ایران می‌توانند توییت‌های شما را بخوانند؟» و توییتر روحانی در پاسخ غیرمستقیم به دورسی نوشت: «همان‌طور که به کریستین امانپور هم گفتم تلاش می‌کنم تا مردم کشورم بتوانند به راحتی به تمام اطلاعات جهانی دسترسی داشته باشند، چون این حق آنهاست.» در اعتراضات آبان ۱۳۹۸ ایران، به‌دستور شورای عالی امنیت ملی و توسط وزارت ارتباطات و فناوری اطلاعات اینترنت بین‌المللی قطع و به اینترانت ملی تبدیل شد. به گفتهٔ محسن جلال‌پور، خسارت این قطعی بر اقتصاد ۱/۵ میلیارد دلار تخمین زده‌شده‌است. محمدجواد آذری جهرمی، وزیر ارتباطات وقت، به دلیل این قطعی از سوی وزارت خزانه‌داری ایالات متحده آمریکا تحریم شد.
در جریان اعتراضات سراسری ۱۴۰۱ که در دولت سید ابراهیم رئیسی اتفاق افتاد، اینترنت ایران دچار اختلالات گسترده‌ای شد و تعداد زیادی از رسانه‌های اجتماعی و نرم‌افزارها فیلتر شدند. بیش از ۱٫۲۰۰ نفر از مدیران در زمینهٔ کسب‌وکارهای فناوری اطلاعات با ارسال نامه‌ای مشترک خواهان توقف محدودیت‌های اینترنتی شدند. عیسی زارع‌پور، وزیر ارتباطات، نیز به این دلیل از سوی وزارت خزانه‌داری ایالات متحده آمریکا و اتحادیه اروپا تحریم شد.

## چالش‌ها

### جرایم

درصد تأثیر بدافزار شعله بر روی رایانه‌ها

تاثیر استاکس‌نت بر کشورها

با افزایش دسترسی به اینترنت در ایران، جرایم اینترنتی نیز گسترش یافت. در ژانویه ۲۰۱۱ پلیس ایران در واکنش به این شرایط اقدام به تشکیل پلیس فضای تولید و تبادل اطلاعات در ایران کرد. فعالیت‌های این نهاد چندان بی‌حاشیه هم نبود و در آبان ۱۳۹۱ ستار بهشتی، کارگر ساده و وبلاگ‌نویس ۳۵ ساله، که توسط پلیس فتا بازداشت شده بود در هنگام بازجویی درگذشت. در پی این تخلف، به دستور اسماعیل احمدی‌مقدم، سرهنگ محمدحسن شکریان، رئیس پلیس فتای تهران در تاریخ ۱۱ آبان ۱۳۹۱ برکنار شد.
فرمانده نیروی انتظامی ایران در بهمن ۱۳۸۹ اعلام کرد که ۸۴ درصد جرایم در فضای سایبری جرایم مالی است

### امنیت

#### رخنه‌گران اینترنتی
فضای اینترنت در ایران هم میزبان فعالیت‌های هکرها بوده و هم مورد حملهٔ هکرها قرار گرفته‌است. برخی گروه‌های هکر ایرانی، در زمان‌های مختلف اقدام به هک وبگاه‌های وابسته به کشور اسرائیل کرده‌اند. همچنین گروه هکرهای کلاه‌سفید ایرانی «آشیانه» تا کنون هم در پاسخ به هک شدن وبگاه‌های ایرانی، اقدام به هک وبگاه‌های خارجی کرده و هم وبگاه‌های رسمی دولتی و نهادهای مذهبی ایرانی را مورد حمله قرار داده‌است.
وبگاه‌های اینترنتی دولتی در ایران تا کنون چندین بار مورد حمله هکرها قرار گرفته‌است. به‌عنوان نمونه در سپتامبر ۲۰۱۰ وبگاه رسمی صدا و سیمای جمهوری اسلامی ایران مورد حمله هکرها قرار گرفت و به مدت نیم ساعت پیامی علیه محمود احمدی‌نژاد رئیس‌جمهور وقت ایران جایگزین متن اصلی این وبگاه شد. پیش از آن نیز وبگاه وزارت ارتباطات و فناوری اطلاعات ایران و وبگاه شبکه ۴ سیمای جمهوری اسلامی ایران در مارس ۲۰۱۰ و وبگاه وزارت علوم، تحقیقات و فناوری در اوت ۲۰۰۹ مورد حمله هکرها قرار گرفته بودند.

#### بدافزارها
چندین بار حملات سایبری برای مقابله با برنامه هسته‌ای ایران توسط بدافزارهایی مانند بدافزار شعله، استاکس‌نت و استارس انجام شد که به گفته کارشناسان رایانه‌ای بیشترین تأثیرشان را بر روی رایانه‌های ایران گذاشته‌اند.